# Comité provisional de la Duma Estatal

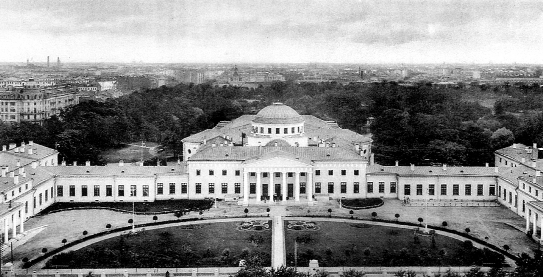
Palacio Táuride, sede del Comité provisional de la Duma Estatal, imagen a principios del.

El Comité provisional de la Duma Estatal (en ruso: Временный Комитет Государственной Думы)  fue un organismo especial de gobierno establecido el 27 de febrerojul./ 12 de marzo de 1917greg. por diputados de la Cuarta Duma en el estallido de la Revolución de Febrero en Rusia. 

## Composición
Sus miembros fueron: Mijaíl Rodzianko (presidente de la Duma y presidente del Comité, Octubrista), Vasili Shulguín, Vladímir Lvov, Iván Dmitryukov (Octubrista), Serguéi Shidlovski (Octubrista), Mijaíl Karaúlov (cosaco, comandante del Palacio Táuride), Aleksandr Kérenski (Trudovik), Aleksandr Konoválov (Progresista), Vladímir Rzhevski (Progresista), Aleksandr Búblikov (Progresista), Pável Miliukov (Kadet), Nikolái Nekrásov (Kadet) y Nikolái Chjeidze (Menchevique, presidente del Sóviet de Petrogrado).

## Historia

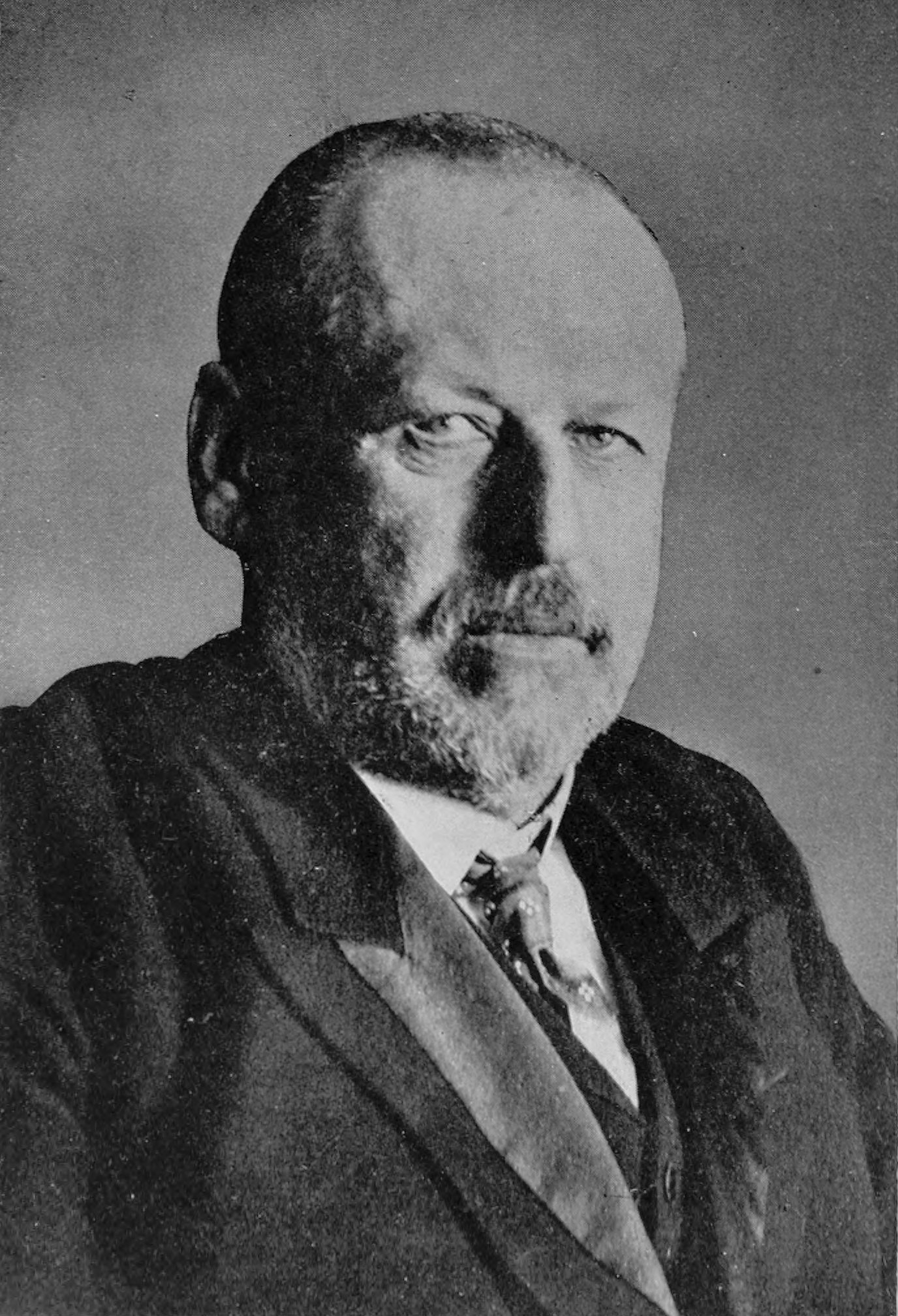
Mijaíl Rodzianko, presidente de la Duma Imperial de Rusia y del Comité, trató de sostener al zar pero estableciendo un gobierno responsable ante el parlamento, sin lograrlo. Sus gestiones con los mandos militares lograron evitar el intento de aplastar la revolución en Petrogrado ordenado por Nicolás II.

El gobierno imperial, subestimando su debilidad, decidió disolver la Duma hasta abril ante las protestas en la capital. Un grupo de diputados se negó a disolverse y formó un Comité el 27 de febrerojul./ 12 de marzo de 1917greg.. El Comité se declaró a sí mismo el órgano de gobierno del Imperio Ruso, pero de facto compitió por el poder con el Sóviet de Petrogrado, el cual fue creado el mismo día.

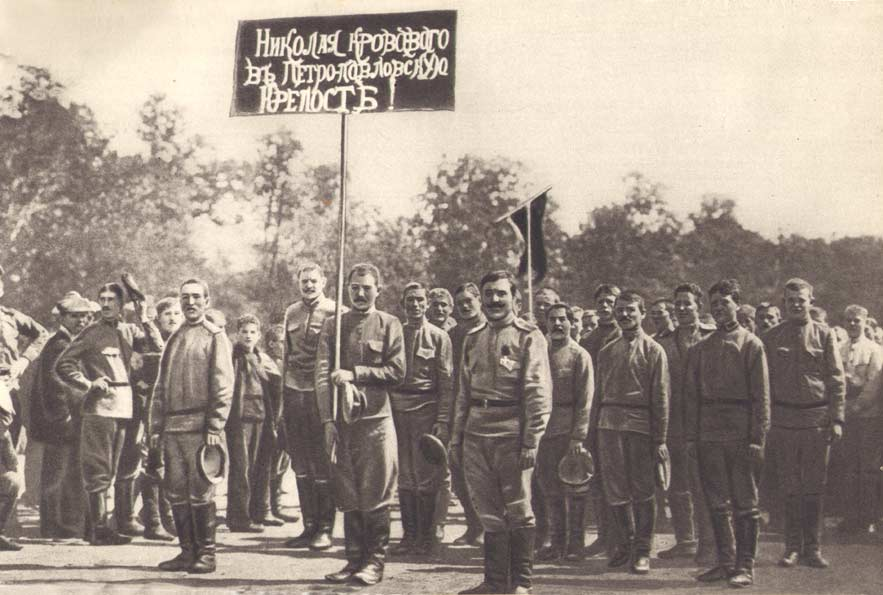
Manifestación de soldados durante la Revolución de Febrero. Los deseos del Comité de devolver a los soldados a los cuarteles chocó con la actitud de éstos y del Sóviet de Petrogrado.

El Comité adoptó pronto medidas para hacerse con el control del Estado: ordenó la detención de los ministros zaristas y proclamó su control sobre la administración estatal. Con la ayuda de tropas rebeldes tomó el ministerio de Transportes, haciéndose con el control de la coordinación de las comunicaciones y los ferrocarriles del país (28 de febrerojul./ 13 de marzo de 1917greg.). Desde allí se comunicó a todo el país el cambio de régimen, con gran impacto psicológico, especialmente importante entre los mandos militares en el frente, que cambiaron su actitud hostil a la revolución al enterarse de que el nuevo gobierno lo formaba la Duma. La comisión militar, dependiente originalmente del Sóviet, pasó a ser controlada, con el beneplácito de éste, por el Comité de la Duma.
Los intentos de volver al orden y desarmar a las tropas, sin embargo, fracasaron, suponiendo el primer desacuerdo grave entre el Comité y el Sóviet y dando lugar pronto a la "Orden número 1" que ponía a las tropas revolucionarias bajo la autoridad del Sóviet de Petrogrado. Por otra parte, sus intentos de detener la marcha de las tropas del frente a la capital para aplastar la revolución, ordenada por el zar, tuvieron éxito.
Las primeras acciones moderadas, llevadas a cabo principalmente por Rodzianko, para convencer al zar Nicolás II de nombrar un nuevo gobierno responsable ante el parlamento, fracasaron, pero convencieron a los mandos militares. El 2 de marzojul./ 15 de marzo de 1918greg. el Comité, presionado por la situación en la capital, pasó a exigir la abdicación del zar, a pesar de las reticencias de Rodzianko. La intención del Comité de mantener la monarquía pasando la corona al hermano del zar Miguel Románov fue muy mal recibida en la capital, donde Miliukov fue abucheado al anunciarlo. El rechazo del cetro por parte de Miguel decidió la cuestión definitivamente, en contra de los deseos de Miliukov.
El 2 de marzojul./ 15 de marzo de 1917greg. el Comité de la Duma y el Sóviet de Petrogrado se pusieron de acuerdo en crear el Gobierno Provisional. Mientras que los dirigentes del Sóviet deseaban la creación lo más pronto posible del gobierno para evitar la posibilidad de una contrarrevolución o de la radicalización de las masas, el Comité deseaba utilizar el prestigio del Sóviet para ganarse el respaldo de los insurrectos, que no había logrado por sí mismo.
Muchos miembros del Comité marcharon a prestar sus servicios en el Gobierno Provisional, mientras el Comité continuó desempeñando un papel insignificante hasta que la Cuarta Duma fue disuelta el 6 de septiembrejul./ 19 de septiembre de 1917greg..